# Envy Peru

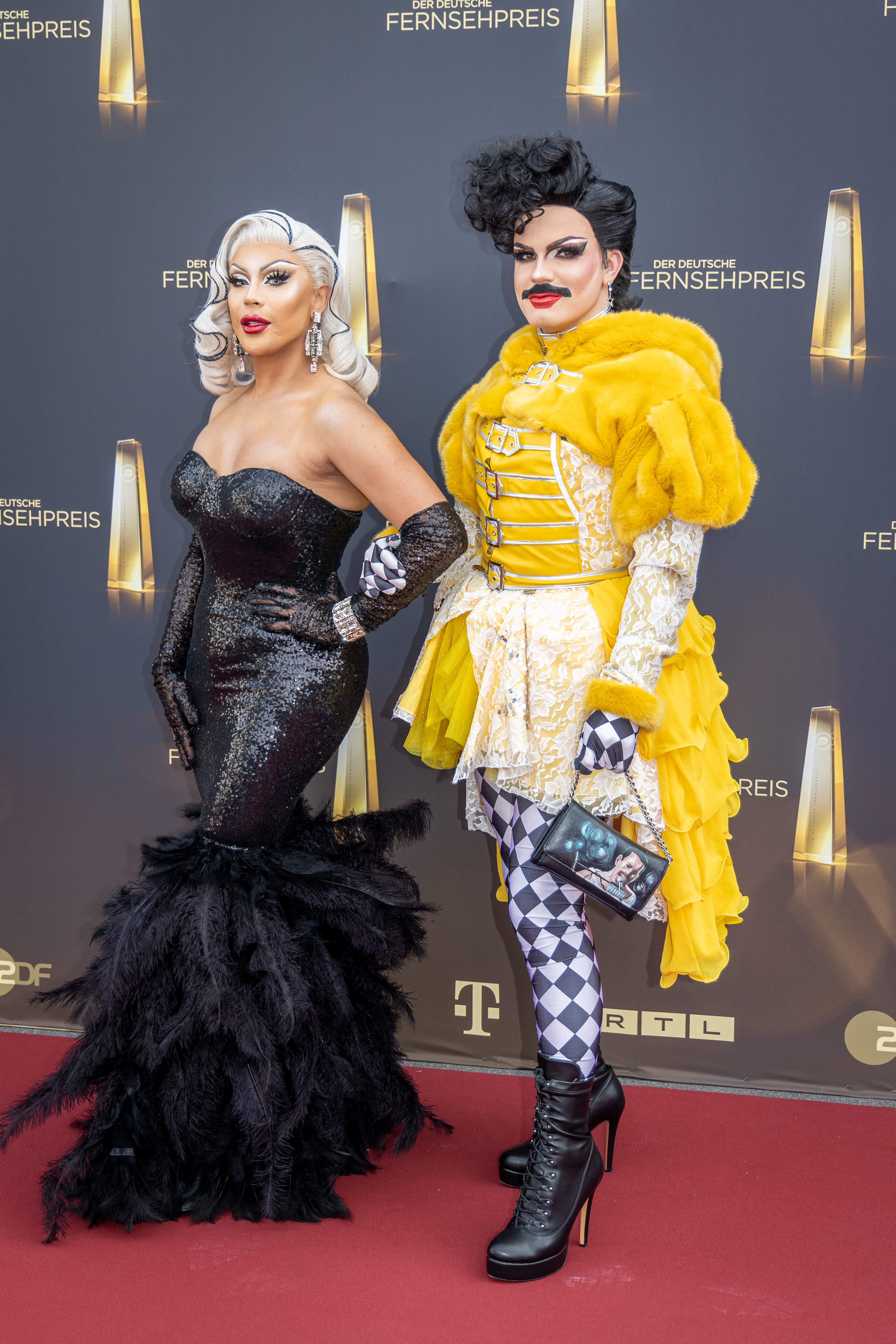
Envy Peru en Bambi Mercury tijdens de Deutscher Fensehpreis (2022)

Boris Itzkovich Escobar (Trujillo, 22 april 1989), ook wel bekend onder zijn artiestennaam Envy Peru, is een uit Peru afkomstige dragqueen, acteur, model en visagist. Hij is onder andere bekend als een van de drie eerste dragpresentatoren uit Nederland voor het BNNVARA-televisieprogramma De diva in mij. In 2020 werd Peru de winnares in het eerste seizoen van Drag Race Holland.

## Carrière
Escobar speelde sinds zijn dertiende bij verschillende toneelgroepen in zijn woonplaats Hilversum. Op zijn negentiende begon hij aan de opleiding filmacteur aan de Film Actors Academy Amsterdam. Na zijn opleiding specialiseerde hij zich als visagist. Escobar is sinds 2016 actief als dragqueen onder zijn artiestennaam Envy Peru. Als oorsprong van zijn artiestennaam gaf Escobar de verklaring:
“Ik was met m’n vrienden op Ibiza, en we zaten te brainstormen over namen. Een vriendin zei dat ze haar dochter later Envy wilde noemen. Ik wilde Peru er ook in hebben, als referentie aan m’n Peruaanse roots. Vaak wordt bij Peru gedacht aan panfluiten en kleine mannetjes, maar ik wilde juist het tegendeel bewijzen”
In 2016 richtte Escobar tevens het draghuis Mermaids Mansion op, samen met onder anderen dragartiest Miss Abby OMG en Ivy-Elyse Monroe. Peru deed namens dit huis mee aan de Superball in Paradiso – een van de grootste dragwedstrijden in Europa – en won de in totaal drie prijzen.
Escobar reist sindsdien over de hele wereld en heeft met de bekende namen uit de lhbt-gemeenschap het podium gedeeld, waaronder vele deelnemers van RuPaul's Drag Race. In de zomer van 2019 maakte Mermaids Mansion een videoclip voor Pride Amsterdam binnen gesloten deuren van het Rijksmuseum, zij vroegen met deze clip aandacht voor het toenemende geweld tegen en discriminatie van de lhbt-gemeenschap. Deze video ging viraal. Escobar beleefde zijn tv-debuut als een van de drie presentatoren in het eerste seizoen van de televisieprogramma De diva in mij dat in juli 2019 werd uitgezonden op BNNVARA. In deze televisieshow over vrouwen die na een moeilijke tijd in het zonnetje worden gezet is Escobar als man en als vrouw te zien en verantwoordelijk voor de make-overs van de kandidaten. Het programma was baanbrekend voor de Nederlandse televisie omdat het de eerste keer was dat dragqueens in deze leidende rol een programma mochten maken.
Peru is ook te zien in films als Verliefd op Cuba en Wat je vindt mag je houden. Eind 2019 had ze een samenwerking met NikkieTutorials op haar YouTube-kanaal. In een video die sinds september 2020 al meer dan 3,5 miljoen keer werd bekeken, geeft ze haar een make-over tot dragqueen en praten ze over de Nederlandse draggemeenschap. In juni 2020 kwam een door Peru gemaakte online make-uphandleiding uit in het modeblad Vogue NL.
Peru is de winnaar van het eerste seizoen van Drag Race Holland, dat in september 2020 werd uitgezonden. Ook is ze de eerste winnaar wereldwijd die is uitgenodigd als jurylid in een RuPaul's Drag Race-franchise, zowel in de Spaanstalige als Nederlandse versie In 2022 en 2023 was Peru een van de ambassadeurs van Pride Amsterdam.
Envy Peru is sinds 2022 te zien als hoofdjurylid in het televisieprogramma Make Up Your Mind.
In 2024 maakt Envy Peru een historische toetreding tot de Verenigde Naties in New York. Hiermee schrijft Peru geschiedenis door als een van de eerste dragqueens ooit de Verenigde Naties (VN) te betreden tijdens het High-Level Political Forum (HLPF). Dit politieke evenement brengt wereldleiders samen om de duurzame ontwikkelingsdoelen van de VN te bespreken.
Envy Peru is sinds 2023 te zien als een van de leading artiesten in de grootste Drag residentie show van Europa in de Harbourclub Theater Amsterdam.

## Persoonlijk leven
Escobar werd geboren in het Peruaanse Trujillo, als zoon van een Italiaans-Russische vader en Peruaans-Colombiaanse moeder. Op vierjarige leeftijd verhuisde hij naar Nederland. Escobar identificeert zich als genderfluïde.

## Filmografie

### Televisie
| Jaar       | Titel                                     | Rol                | Opmerkingen                                                |
| ---------- | ----------------------------------------- | ------------------ | ---------------------------------------------------------- |
| 2019       | De diva in mij                            | Envy Peru/zichzelf | presentator                                                |
| 2020       | Betreden op eigen risico                  | Envy Peru/zichzelf | gast                                                       |
| 2020       | Drag Race Holland                         | Envy Peru          | winnaar                                                    |
| 2020       | Lieve Frogers                             | Envy Peru/zichzelf | afl. 1                                                     |
| 2021       | Nationale 2020 Test                       | Envy Peru          | gast                                                       |
| 2021       | Splntr!                                   | Envy Peru/zichzelf | afl. 4 + mini docu                                         |
| 2021       | Glow Up                                   | Envy Peru          | afl. 3                                                     |
| 2021-heden | Make Up Your Mind                         | Envy Peru          | voorzitter van de jury                                     |
| 2021       | Drag Race España                          | Envy Peru          | afl. 7 semi-finale gast jury                               |
| 2021       | Drag Race Holland (seizoen 2)             | Envy Peru          | te gast in de eerste aflevering / gastjury in aflevering 8 |
| 2021       | Pride Test                                | Envy Peru          | presentator                                                |
| 2021       | Gouden Televizier-Ring Gala               | Envy Peru          | Golden Lady in de openingsact                              |
| 2021       | Het perfecte plaatje                      | Envy Peru          | afl. 9                                                     |
| 2021       | De Verraders                              | Zichzelf           | kandidaat                                                  |
| 2021; 2022 | Ranking The Stars                         | Envy Peru          | Oudejaar en Valentijns Videoland Special                   |
| 2022       | Make-Up Cup                               | Envy Peru          | met Nikkie de Jager afl 8                                  |
| 2023       | Secret Duets                              | Envy Peru          | secret singer                                              |
| 2023       | De kwis met sneeuwballen                  | Envy Peru          | deelnemer                                                  |
| 2024       | That's My Jam                             | Envy Peru          | deelnemer met Keizer                                       |
| 2024       | De Bondgenoten                            | Envy Peru          | gastjury                                                   |
| 2024       | Sint & De Leeuw                           | Envy Peru          | gast                                                       |
| 2024       | All You Need Is Love (televisieprogramma) | Envy Peru          | Grote opening Kerst editie                                 |

### Muziekvideo's
| Jaar | Artiest                           | Titel                                      | Rol                |
| ---- | --------------------------------- | ------------------------------------------ | ------------------ |
| 2019 | Mermaids Mansion                  | Love is Love                               | Envy Peru          |
| 2019 | Willie Wartaal                    | Daia                                       | Envy Peru          |
| 2020 | Steff da Campo                    | Saving Your Soul                           | Envy Peru/zichzelf |
| 2022 | Darling Peter ft Envy Peru & Vula | It's Raining Men! Them! Femme! Them, Femme | Envy Peru          |

### Webseries
| Jaar | Titel                  | Rol       | Opmerkingen                       |
| ---- | ---------------------- | --------- | --------------------------------- |
| 2019 | The Gay Explorer       | Envy Peru | Drag make-over part 1&2           |
| 2019 | NikkieTutorials        | Envy Peru | Winter Wonder Week                |
| 2019 | Spuiten en Slikken     | Envy Peru | De Seksmobiel met Jurre Geluk     |
| 2021 | MTV Nederland          | Envy Peru | MTV Next Level met Sophie Milzink |
| 2024 | Lightess Lounge        | Envy Peru | Aflevering 10 met Nikkie de Jager |
| 2024 | Give It To Me Straight | Envy Peru | Aflevering 41                     |
| 2024 | Hey Qween!             | Envy Peru | Talkshow                          |

### Film
| Jaar | Titel                                        | Rol          | Opmerkingen          |
| ---- | -------------------------------------------- | ------------ | -------------------- |
| 2019 | Verliefd op Cuba                             | Dragqueen    |                      |
| 2019 | Wat je vindt mag je houden                   | Lady LaBelle |                      |
| 2023 | Trolls (film) 3 - In Harmonie                | Miss Maxine  | Orginele stem RuPaul |
| 2023 | The Continental: From the world of John Wick | Disco Queen  | Aflevering 1         |